# IC 3639
IC 3639 ist eine Balken-Spiralgalaxie mit aktivem Galaxienkern vom Hubble-Typ SBbc im Sternbild Zentaur am Südsternhimmel. Sie ist schätzungsweise 139 Millionen Lichtjahre von der Milchstraße entfernt und hat einen Durchmesser von etwa 50.000 Lichtjahren. Gemeinsam mit PGC 42483 und PGC 42519 bildet sie das gravitativ gebundene Galaxientrio KTS 45. Darüber hinaus ist sie Namensgeberin der vier Galaxien umfassenden IC 3639-Gruppe (LGG 297).
Das Objekt wurde am 15. Februar 1898 von Lewis Swift entdeckt.

## IC 3639-Gruppe (LGG 297)
| Galaxie   | Alternativname | Entfernung/Mio. Lj |
| --------- | -------------- | ------------------ |
| NGC 4574  | PGC 42166      | 124                |
| IC 3639   | PGC 42504      | 139                |
| PGC 42229 | ESO 380-050    | 124                |
| PGC 42519 | ESO 381-009    | 137                |